# Cusco Fútbol Club
Il Cusco Futbol Club , noto in passato come Real Garcilaso, è una società calcistica peruviana con sede nella città di Cusco. Il club è stato fondato nel 2009. Milita nel Campeonato Descentralizado, la massima serie del campionato peruviano di calcio. Nel 2011 si è classificato primo nella Copa Perù e ha conquistato la promozione nel Campeonato Descentralizado per la prima volta.

## Palmarès

### Competizioni nazionali
- Segunda División: 1

2022
- Copa Perù: 1

2011

### Competizioni regionali
- Lega dipartimentale di Cusco: 1

2010

### Altri piazzamenti
- Campionato peruviano:

Secondo posto: 2012, 2017
Terzo posto: Apertura 2018